# Менди, Бернар
Бернар Менди (фр. Bernard Mendy; род. 20 августа 1981[…], Эврё) — французский футбольный защитник и тренер, . Выступал за сборную Франции.

## Клубная карьера
Менди начал карьеру в клубе «Кан». Когда он отыграл два сезона, его пригласили в столичный «Пари Сен-Жермен», за который он болел с детства. В первых сезонах Бернар не часто проходил в основу, поэтому в 2002 году был отдан в аренду в английский «Болтон Уондерерс». После возвращения во Францию Менди завоевал место в стартовом составе «ПСЖ», в том числе благодаря новому тренеру Вахиду Халилходжичу. Бернар помог столичному клубу дважды выиграть Кубок Франции и стать обладателем национального Суперкубка, забив на последней минуте победный гол в ворота «Ланса».
В 2008 году Менди перешёл в «Халл Сити». 23 августа в матче против «Блэкберн Роверс» он дебютировал в английской Премьер-лиге. 1 ноября в поединке против «Манчестер Юнайтед» Бернар забил свой первый гол за «Халл». В 2011 году Менди перешёл в датский «Оденсе». 7 марта в матче против «Хорсенс» он дебютировал в датской Суперлиге. 23 июля в поединке против «Копенгагена» Менди забил свой первый гол за новую команду.
Летом 2012 года Бернар вернулся на родину, где заключил контракт с «Брестом». 11 августа в матче против «Нанси» он дебютировал за новую команду. По окончании сезона команда вылетела в Лигу 2, но Менди остался в клубе.
Летом 2014 года Бернар перешёл в индийский «Ченнайин». 15 октября в матче против «Гоа» он дебютировал в Индийской суперлиге. 21 октября в поединке против «Керала Бластерс» Менди забил свой первый гол за «Ченнай». В начале 2015 года Бернар перешёл в кипрский АЕЛ. 18 января в матче против «Анортосиса» он дебютировал в чемпионате Кипра.

## Международная карьера
В 2000 году Менди в составе юношеской сборной Франции выиграл юношеский чемпионат Европы.
20 мая 2004 года в товарищеском матче против сборной Бразилии Бернар дебютировал за сборную Франции, заменив во втором тайме Марселя Десайи.

## Достижения
Командные
«Пари Сен-Жермен»
- Обладатель Кубка Франции — 2004, 2006
- Обладатель Кубка лиги — 2008

Международные
Франция (до 18)
- Юношеский чемпионат Европы — 2000

## Личная жизнь
Менди женат на гимнастке Люси Хьюз и у них три дочери.